# Ismaíl II de Granada
Ismaíl II (1339 – Granada, 28 de junio de 1360), fue el segundo hijo de Yusuf I y el noveno soberano nazarí de Granada, que reinó de agosto de 1359 hasta el 28 de junio de 1360.  Era el hijo mayor de la segunda esposa de Yúsuf I, Maryem, nacido nueve meses después de su hermanastro Muhámmed V, en 1339. Conspiró junto con su madre, su hermana y su pariente Muhammed VI para apoderarse del reino. Los conspiradores tomaron el palacio por sorpresa en agosto de 1359. Muhammed V consiguió escaparse junto con su familia, primero a Guadix, y después a Marruecos donde obtuvo asilo.
El reinado de Ismaíl II fue breve, apenas diez meses. Él y su hermano Qays fueron asesinados en una prisión de la Alhambra por orden de su cuñado Muhámmed VI el 28 de junio de 1360.